# Дискография Адама Ламберта
Дискография американского певца Адама Ламберта состоит из пяти студийных альбомов, одного цифрового альбома, двадцати пяти синглов и четырнадцати клипов.
После выигрыша второго места в American Idol, Ламберт выпустил демо-альбом песни, записанной перед American Idol. Альбом Take One был выпущен 17 ноября 2009 через Rufftown Recordings. Он дебютировал и достиг пика в Billboard 200 на #72, и на сегодняшний день был распродан 40,000 копиями в США. Главный альбом Ламберта For Your Entertainment был выпущен через неделю после Take One 23 ноября 2009 через RCA Records. На нём присутствует главная песня из фильма 2012, она также доступна на саундтреке фильма. На сегодняшний день альбом был сертифицирован как Платиновый в Канаде, Золотой в Новой Зеландии, и распродан 1,000,000 копиями в США.
Официальный сингл с альбома, трек с одноимённым названием -«For Your Entertainment» был выпущен потом. Песня провалилась в сокрушительном ударе по Billboard в чарте Hot 100, попав в него на #61. Однако она стала синглом в топ-5 в чарте Hot Dance Club Songs и была больше успешна в международном масштабе — став синглом в топ-10 и в Новой Зеландии и в Финляндии. Песня также была сертифицирована Платиновой в Канаде. Следующий выпущенный сингл «Whataya Want from Me» стал синглом, достигшим наивысшего пика в чарте с альбома Ламберта самым успешым синглом Ламберта к настоящему времени на #10 в Billboard Hot 100, и получил некоторый международный успех.

## Альбомы

### Студийные альбомы
| Название                                                                                | Детали альбома                                                                           | Наивысшая позиция в чарте | Наивысшая позиция в чарте | Наивысшая позиция в чарте | Наивысшая позиция в чарте | Наивысшая позиция в чарте | Наивысшая позиция в чарте | Наивысшая позиция в чарте | Продажи                     | Сертификация                                                   |
| Название                                                                                | Детали альбома                                                                           | США                       | КАН                       | НЗ                        | АВСТР                     | ФИН                       | ВЕЛ                       | ИРЛ                       | Продажи                     | Сертификация                                                   |
| --------------------------------------------------------------------------------------- | ---------------------------------------------------------------------------------------- | ------------------------- | ------------------------- | ------------------------- | ------------------------- | ------------------------- | ------------------------- | ------------------------- | --------------------------- | -------------------------------------------------------------- |
| For Your Entertainment                                                                  | - Выпущен: 23 ноября 2009 - Лейбл: RCA Records - Формат: CD, Цифровая дистрибуция        | 3                         | 7                         | 5                         | 5                         | 4                         | 36                        | 60                        | США:1,000,000 Мир:2,500,000 | - USA: Platinum - AUS: Platinum - CAN: Platinum - NZ: Platinum |
| Trespassing                                                                             | - Выпущен: 15 мая 2012 - Лейбл: RCA - Формат: CD, Цифровая дистрибуция                   | 1                         | 1                         | 4                         | 10                        | 2                         | 16                        | —                         | США:192,000                 |                                                                |
| The Original High                                                                       | - Выпущен: 16 июня 2015 - Лейбл: Warner Bros. - Формат: CD, Цифровая дистрибуция, LP     | 3                         | 3                         | 6                         | 43                        | 4                         | 8                         | —                         |                             |                                                                |
| Velvet                                                                                  | - Выпущен: 20 марта 2020 - Лейбл: Empire Distribution - Формат: CD, Цифровая дистрибуция | 89                        | —                         | —                         | 8                         | —                         | 54                        | —                         |                             |                                                                |
| High Drama                                                                              | - Выпущен: 24 февраля 2023 - Лейбл: BMG, More Is More - Формат: CD, Цифровая дистрибуция | 126                       | —                         | —                         | 7                         | —                         | 5                         | —                         |                             |                                                                |
| «—» Прочерк означает непопадание в чарт, либо объект не был выпущен на этой территории. |                                                                                          |                           |                           |                           |                           |                           |                           |                           |                             |                                                                |

### Мини-альбомы
| Remixes                                                                                 | - Выпущен: 9 апреля 2010 - Лейбл: RCA Records - Формат: Цифровая дистрибуция                        | —   | - США: 7,000  |
| Acoustic Live!                                                                          | - Выпущен: 6 декабря 2010 - Лейбл: RCA Records - Формат: CD, Цифровая дистрибуция                   | 126 | * США: 28,000 |
| Spotify Sessions                                                                        | - Выпущен: 15 июня 2015 - Лейбл: Warner Records, Inc. - Формат: Цифровая дистрибуция                | —   |               |
| Velvet: Side A                                                                          | - 27 сентября 2019 - Лейбл: More Is More, Empire Distribution - Формат: Цифровая дистрибуция        | 148 |               |
| Velvet: Side A (The Live Sessions)                                                      | - Выпущен: 10 января 2020 - Лейбл: More Is More, Empire Distribution - Формат: Цифровая дистрибуция | —   |               |
| AFTERS                                                                                  | - Выпущен: 19 июля 2024 - Лейбл: More Is More - Формат: Цифровая дистрибуция                        | TBA | TBA           |
| «—» Прочерк означает непопадание в чарт, либо объект не был выпущен на этой территории. | |     |               |

### Сборники
| Название                       | Детали альбома                                                                                        | Пик-позиция в чартах | Пик-позиция в чартах | Продажи       |
| Название                       | Детали альбома                                                                                        | США                  | Independent Albums   | Продажи       |
| ------------------------------ | --- | -------------------- | -------------------- | ------------- |
| Season 8 Favorite Performances | - Выпущен: 30 июня 2009 - Лейбл: RCA Records/19 - Форматы:                                            | 33                   | 4                    | - США: 35,000 |
| Take One                       | - Выпущен: 17 ноября 2009 - Лейбл: Rufftown Recordings - Форматы: CD, Цифровая дистрибуция            | 72                   | 6                    | - США: 48,000 |
| Beg for Mercy                  | - Выпущен: 18 октября 2011 - Лейбл: Colwel Platinum Entertainment - Форматы: CD, Цифровая дистрибуция | —                    | —                    |               |

### Концертные альбомы
| Название                                                         | Детали альбома                                                             | Пик-позиция в чартах | Пик-позиция в чартах | Пик-позиция в чартах | Пик-позиция в чартах | Пик-позиция в чартах | Пик-позиция в чартах | Продажи                   |
| Название                                                         | Детали альбома                                                             | US video             | AUS DVD              | FIN                  | NZ                   | NLD                  | UK                   | Продажи                   |
| ---------------------------------------------------------------- | -------------------------------------------------------------------------- | -------------------- | -------------------- | -------------------- | -------------------- | -------------------- | -------------------- | ------------------------- |
| Glam Nation Live                                                 | - Выпущен: 22 марта 2011 - Лейбл: RCA - Форматы: CD, DVD, digital download | 1                    | 5                    | 32                   | 14                   | 99                   | 185                  | - US: 41,000 - CAN: 1,195 |
| «—» означает, что релиз не попал в чарт страны или не был издан. |                                                                            |                      |                      |                      |                      |                      |                      |                           |

## Синглы
| Год                                                              | Сингл                                          | Наивысшая позиция в чарте | Наивысшая позиция в чарте | Наивысшая позиция в чарте | Наивысшая позиция в чарте | Наивысшая позиция в чарте | Наивысшая позиция в чарте | Наивысшая позиция в чарте | Наивысшая позиция в чарте | Наивысшая позиция в чарте | Наивысшая позиция в чарте | Сертификации (порог продаж)                                                       | Album                                                  |
| Год                                                              | Сингл                                          | USA                       | CAN                       | AUS                       | FIN                       | NID                       | NZ                        | ВЕНГ                      | SWE                       | UK                        | RUS                       | Сертификации (порог продаж)                                                       | Album                                                  |
| ---------------------------------------------------------------- | ---------------------------------------------- | ------------------------- | ------------------------- | ------------------------- | ------------------------- | ------------------------- | ------------------------- | ------------------------- | ------------------------- | ------------------------- | ------------------------- | --------------------------------------------------------------------------------- | ------------------------------------------------------ |
| 2009                                                             | «No Boundaries»                                | 72                        | 52                        | —                         | —                         | —                         | 38                        | —                         | —                         | —                         | —                         |                                                                                   | без альбома                                            |
| 2009                                                             | «Time for Miracles»                            | 50                        | 26                        | —                         | —                         | —                         | —                         | —                         | —                         | —                         | 192                       |                                                                                   | For Your Entertainment                                 |
| 2009                                                             | «For Your Entertainment»                       | 61                        | 23                        | —                         | 5                         | —                         | 10                        | —                         | —                         | 39                        | 177                       | - НЗ: Gold                                                                        | For Your Entertainment                                 |
| 2009                                                             | «Whataya Want from Me»                         | 10                        | 3                         | 4                         | 3                         | 10                        | 4                         | 33                        | 9                         | —                         | 10                        | - АВСТР: Золото                                                                   | For Your Entertainment                                 |
| 2010                                                             | «If I Had You»                                 | 30                        | 8                         | 4                         | 9                         | —                         | 7                         | 1                         | —                         | —                         | 130                       | - АВСТР: 2× Платина - США: Золото - НЗ: Платина                                   | For Your Entertainment                                 |
| 2010                                                             | «Fever»                                        | —                         | —                         | —                         | —                         | —                         | 19                        | —                         | —                         | —                         | —                         |                                                                                   | For Your Entertainment                                 |
| 2011                                                             | «Sure Fire Winners»                            | —                         | —                         | —                         | —                         | —                         | —                         | —                         | —                         | —                         | —                         |                                                                                   | For Your Entertainment                                 |
| 2011                                                             | «Aftermath»                                    | —                         | —                         | —                         | —                         | —                         | —                         | —                         | —                         | —                         | —                         |                                                                                   | For Your Entertainment                                 |
| 2011                                                             | «Sleepwalker»                                  | —                         | 90                        | —                         | —                         | —                         | —                         | —                         | —                         | —                         | —                         |                                                                                   | For Your Entertainment                                 |
| 2011                                                             | «Better Than I Know Myself»                    | 76                        | 56                        | 83                        | 6                         | —                         | 40                        | —                         | —                         | —                         | —                         |                                                                                   | Trespassing                                            |
| 2012                                                             | «Never Close Our Eyes»                         | —                         | 62                        | —                         | —                         | —                         | 24                        | —                         | —                         | 17                        | —                         |                                                                                   | Trespassing                                            |
| 2012                                                             | «Trespassing»                                  | —                         | 92                        | —                         | —                         | —                         | —                         | —                         | —                         | —                         | —                         |                                                                                   | Trespassing                                            |
| 2015                                                             | «Ghost Town»                                   | 64                        | 55                        | 2                         | 13                        | —                         | 27                        | —                         | 25                        | 71                        | —                         | - USA: Золото - AUS: 2× Платина - GER: Золото - NED: 3x Платина - SWE: 2x Платина | The Original High                                      |
| 2015                                                             | «Another Lonely Night»                         | —                         | —                         | 107                       | —                         | —                         | —                         | —                         | —                         | —                         | —                         |                                                                                   | The Original High                                      |
| 2016                                                             | «Welcome to the Show» (featuring Laleh)        | —                         | —                         | —                         | —                         | —                         | —                         | —                         | —                         | —                         | —                         |                                                                                   | без альбома                                            |
| 2017                                                             | «Two Fux»                                      | —                         | —                         | —                         | —                         | —                         | —                         | —                         | —                         | —                         | —                         |                                                                                   | без альбома                                            |
| 2019                                                             | «Feel Something»                               | —                         | —                         | —                         | —                         | —                         | —                         | —                         | —                         | —                         | —                         |                                                                                   | Velvet                                                 |
| 2019                                                             | «New Eyes»                                     | —                         | —                         | —                         | —                         | —                         | —                         | —                         | —                         | —                         | —                         |                                                                                   | Velvet                                                 |
| 2019                                                             | «Comin In Hot»                                 | —                         | —                         | —                         | —                         | —                         | —                         | —                         | —                         | —                         | —                         |                                                                                   | Velvet                                                 |
| 2019                                                             | «Superpower»                                   | —                         | —                         | —                         | —                         | —                         | —                         | —                         | —                         | —                         | —                         |                                                                                   | Velvet                                                 |
| 2019                                                             | «Believe»                                      | —                         | —                         | —                         | —                         | —                         | —                         | —                         | —                         | —                         | —                         |                                                                                   | без альбома                                            |
| 2020                                                             | «Roses» (featuring Nile Rodgers)               | —                         | —                         | —                         | —                         | —                         | —                         | —                         | —                         | —                         | —                         |                                                                                   | Velvet                                                 |
| 2020                                                             | «Velvet»                                       | —                         | —                         | —                         | —                         | —                         | —                         | —                         | —                         | —                         | —                         |                                                                                   | Velvet                                                 |
| 2022                                                             | «Mad About The Boy»                            | —                         | —                         | —                         | —                         | —                         | —                         | —                         | —                         | —                         | —                         |                                                                                   | High Drama & Mad About the Boy – The Noël Coward Story |
| 2022                                                             | «Ordinary World»                               | —                         | —                         | —                         | —                         | —                         | —                         | —                         | —                         | —                         | —                         |                                                                                   | High Drama                                             |
| 2022                                                             | «Holding Out for a Hero»                       | —                         | —                         | —                         | —                         | —                         | —                         | —                         | —                         | —                         | —                         |                                                                                   | High Drama                                             |
| 2023                                                             | «Getting Older»                                | —                         | —                         | —                         | —                         | —                         | —                         | —                         | —                         | —                         | —                         |                                                                                   | High Drama                                             |
| 2023                                                             | «You Make Me Feel (Mighty Real)» (with Sigala) | —                         | —                         | —                         | —                         | —                         | —                         | —                         | —                         | —                         | —                         |                                                                                   | High Drama                                             |
| 2024                                                             | «Lube» / «Wet Dreams»                          | —                         | —                         | —                         | —                         | —                         | —                         | —                         | —                         | —                         | —                         |                                                                                   | AFTERS — EP                                            |
| 2024                                                             | «CVNTY»                                        | —                         | —                         | —                         | —                         | —                         | —                         | —                         | —                         | —                         | —                         |                                                                                   | AFTERS — EP                                            |
| «—» означает, что релиз не попал в чарт страны или не был издан. |                                                |                           |                           |                           |                           |                           |                           |                           |                           |                           |                           |                                                                                   |                                                        |

### Другие песни в чарте
| 2009                                     | «Mad World»                    | 19  | 10 | 8 сезон: Любимые выступления |
| 2009                                     | «A Change Is Gonna Come»       | 56  | 59 | 8 сезон: Любимые выступления |
| 2009                                     | «One»                          | 82  | 84 | 8 сезон: Любимые выступления |
| 2009                                     | «Cryin'»                       | 102 | 75 | 8 сезон: Любимые выступления |
| 2009                                     | «Slow Ride» (с Эллисон Ираэта) | 105 | —  | без альбома                  |
| 2009                                     | «The Tracks of My Tears»       | 117 | —  | 8 сезон: Любимые выступления |
| 2009                                     | «Feeling Good»                 | 121 | —  | 8 сезон: Любимые выступления |
| «—» означает, что релизы не были в чарте |                                |     |    |                              |

## Клипы
| Год  | Песня                       | Режиссёр                      |
| ---- | --------------------------- | ----------------------------- |
| 2009 | «Time for Miracles»         | Уэйн Ишэм                     |
| 2009 | «For Your Entertainment»    | Рэй Кей                       |
| 2010 | «Whataya Want from Me»      | Диана Мартел                  |
| 2010 | «If I Had you»              | Брайн Барбер                  |
| 2012 | «Better Than I Know Myself» | Рей Кэй                       |
| 2012 | «Never Close Our Eyes»      | Дори Осковитц                 |
| 2015 | «Ghost Town»                | Хайп Уильямс                  |
| 2015 | «Another Lonely Night»      | Люк Гилфорд                   |
| 2016 | «Welcome to the Show»       | Ли Черри и Адам Ламберт       |
| 2016 | «Can't Go Home»             | Роман Ф. Дюбуа и Минд Кесрауи |
| 2019 | «New Eyes»                  | Майлз и Эй Джей               |
| 2019 | «Comin in Hot»              | Майлз и Эй Джей               |
| 2019 | «Superpower»                | Миллисент Хейлс               |
| 2020 | «Velvet»                    | Шарлотта Резерфорд            |